# صوفي أستون
صوفي أستون (بالإنجليزية: Sophie Aston)‏ هي رسامة بريطانية، ولدت في 23 يونيو 1970.